# Carlo Brioschi
Pour les articles homonymes, voir Brioschi.
Carlo Brioschi, né le 24 juin 1826 à Milan et mort le 12 novembre 1895, est un peintre et un scénographe, principalement actif en Autriche.

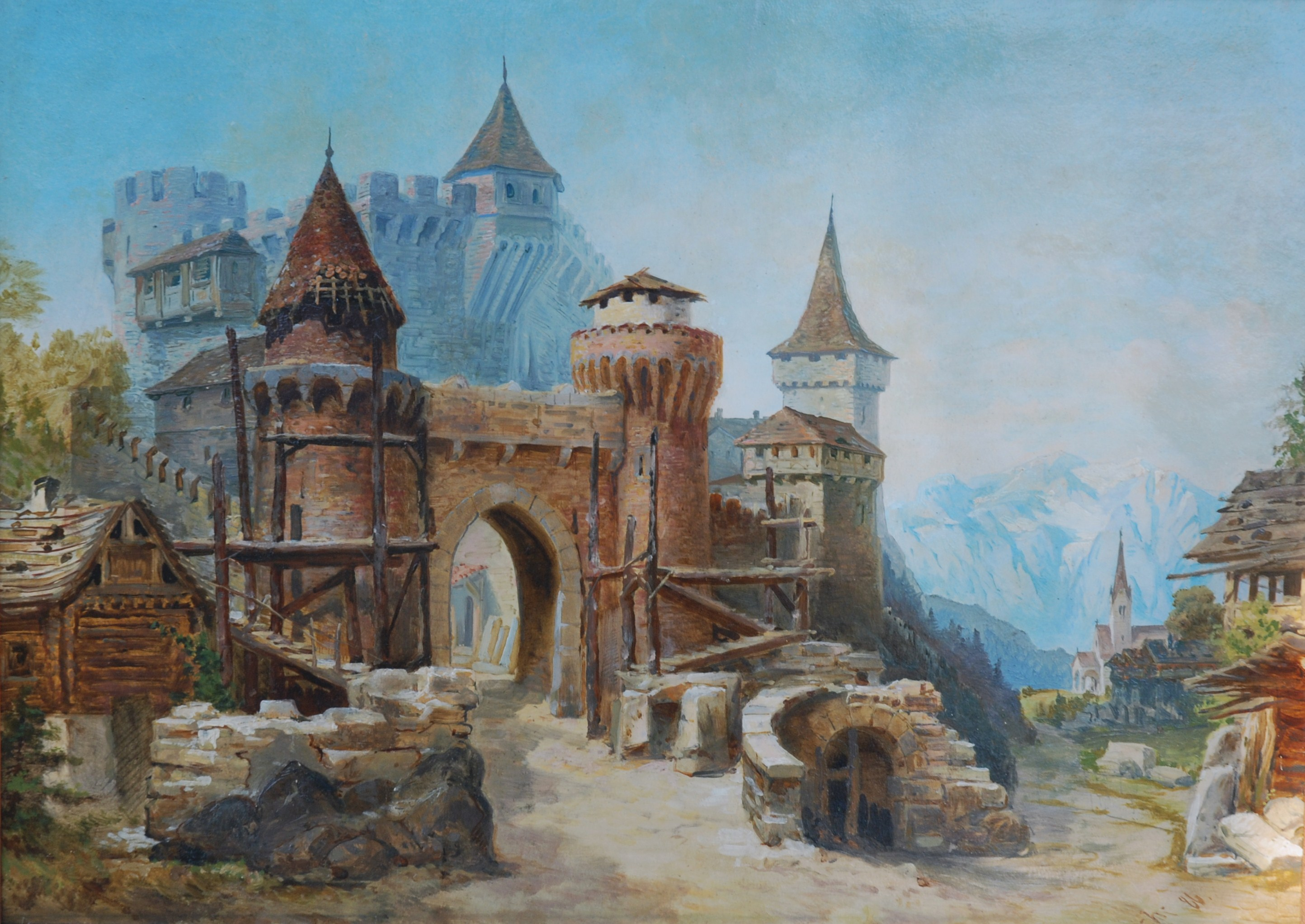
Ancienne forteresse dans le paysage alpin.

## Biographie
Carlo est le fils du scénographe Giuseppe Brioschi (mort à Vienne en 1858) et le père d'Othmar (1854-1912) et d'Anton (1855-1920). Il est l'élève de Leopold Kupelwieser, Thomas Ender et de Franz Steinfeld à l'Académie des beaux-arts de Vienne. En 1853, il travaille à Paris. De 1856 à 1886, il  travaille avec l'Opéra d'État de Vienne. 
Avec Johann Kautsky et Hermann Burghart (1834-1901), il fonde l'entreprise coopérative Brioschi, Burghart und Kautsky, kuk Hoftheatermaler in Wien, qui emploie des dizaines de charpentiers, forgerons, mécaniciens et commis en plus de leurs peintres, parmi lesquels se trouvent Georg Janny, Leopold Rothaug, Ferdinand Brunner et Alfons Mucha. L'atelier reçoit de nombreuses commandes étrangères et locales. Le Metropolitan Opera compte parmi ses clients réguliers. 
Brioschi meurt en 1895 à Vienne.